# Ratusz w Stříbrze
Ratusz w Stříbrze (czes. Radnice ve Stříbře) – budynek ratusza zlokalizowany w zachodniej pierzei rynku w czeskim mieście Stříbro (kraj pilzneński). 

## Historia
Ratusz wzniesiono w 1543, a przebudowano po pożarze w latach 1588-1589 w stylu renesansowym, jako wolnostojący, jednopiętrowy budynek z trzema okazałymi szczytami o licznych pilastrach. W 1748 w centrum budowli wzniesiono barokową wieżę z cebulastym hełmem. W latach 1883–1888 główną elewację pierwszego piętra pokryto sgraffitami autorstwa V. Schwerdtnera z Pilzna. 
Wewnątrz ratusza zachowane są barokowe pokoje z drugiej połowy XVIII wieku, a także sień sądowa z malowanymi alegoriami Sprawiedliwości pochodzące z 1654. 
Po południowej stronie obiektu znajduje się wolnostojąca, poligonalna, empirowa altana z 1811, kryta dachem mansardowym.